# Juan Sebastián Cabal
Pour les articles homonymes, voir Cabal.
Juan Sebastián Cabal, né le 25 avril 1986 à Cali, est un joueur de tennis colombien professionnel depuis 2005.
Associé la plupart du temps à son compatriote Robert Farah, il a remporté 20 titres en double dont deux tournois du Grand Chelem à Wimbledon et à l'US Open en 2019 avec Robert Farah. Il a également disputé 26 autres finales dont celle des Internationaux de France 2011 aux côtés de l'Argentin Eduardo Schwank, et ce pour sa première participation à une épreuve de Grand Chelem, et de l'Open d'Australie 2018 avec Farah. Il a également remporté l'Open d'Australie en double mixte en 2017. Il atteint la place de numéro 1 mondial dans la discipline en 2019 à la suite de son titre à Wimbledon.
Il joue pour l'équipe de Colombie de Coupe Davis depuis 2008.

## Carrière
Son début de carrière est perturbé pendant près d'un an par une blessure. Il remporte ses deux premiers tournois en simple en 2007 sur des Future en Colombie. En 2010, il est demi-finaliste à deux reprises à Bogota, une fois à Cali et finaliste pour la première fois dans un tournoi ATP à Medellin. En 2011, il remporte son seul titre dans cette catégorie à Aguascalientes au Mexique.

### 2011 - 2013: Finale surprise à Roland Garros et entrée dans le Top 100
Bon joueur de double aux côtés d'Alejandro Falla et Alejandro González, il fait équipe depuis 2010 avec Robert Farah. Avec ce dernier, il a remporté 13 tournois Challenger et 10 tournois ATP. C'est cependant aux côtés d'Eduardo Schwank qu'il se révèle en 2011 lorsqu'il atteint la finale des Internationaux de France après avoir écarté les no 1 mondiaux, les frères Bob et Mike Bryan en demi-finale (7-6, 6-3), alors que ces derniers ont remporté ensemble les deux derniers majeurs. Ils s'inclinent contre Max Mirnyi et Daniel Nestor (7-63, 3-6, 6-4), tous les deux déjà double vainqueur du tournoi. Sa performance est d'autant plus remarquable qu'il s'agissait de sa première participation à un tournoi du circuit principal et qu'il jouait il y a peu des tournois Future. Classé 100e mondial au début du tournoi, il termine l'année à la 25e place grâce à un troisième tour à Wimbledon où il écarte Rohan Bopanna et Aisam Qureshi, une paire faisant partie du Top 10, 21-19 au 3e set, et une demi-finale à Cincinnati avec Florian Mayer où ils sont renversés par le Français Michaël Llodra et le Serbe Nenad Zimonjić (6-4, 3-6, 4-10). Il atteint avec son compatriote la finale de trois Challengers après le tournoi de Wimbledon. Il rejoue avec Robert Farah à l' US Open et la paire gagne son premier match mais s'incline au deuxième tour contre Hanley-Norman (2-6, 3-6). Reprenant le circuit Challenger, ils décochent un nouveau titre sur le circuit Challenger à domicile à Cali, puis rencontrent davantage de difficultés en fin de saison avec 3 victoires en huit matchs.
La paire colombienne commence l'année 2012 à Chennai, où ils sont sortis en quarts de finale par la paire américaine Scott Lipsky-Rajeev Ram (3-6, 6-4, 7-10). Disputant leur premier Open d'Australie, ils tombent de nouveau contre Daniel Nestor-Max Mirnyi (6-7, 2-6) dès le deuxième tour. Ils enchaînent les semaines suivantes des prestations quelconques, avec un quart de finale à Vina Del Mar, une demi-finale à Sao Paulo et un premier match en Coupe Davis gagné. Il change ensuite de coéquipier à Acapulco où il atteint les quarts de finale avec Daniele Bracciali, qui sera demi-finaliste cette année là pour la seule fois de sa carrière à Roland Garros. Il échoue avec l'Américain Scott Lipsky à remporter un match à Indian Wells puis revient avec l'Italien à Miami où ils écartent la paire Tchéquo-slovaque František Čermák-Filip Polášek (7-6, 6-4) puis Aisam Qureshi-Jean-Julien Rojer (6-2, 7-6) pour rencontrer la paire numéro une des frères Bryan. Les Américains prennent leur revanche (3-6, 1-6).
Début août, il reprend sa collaboration avec Robert Farah mais les résultats sont décevants : ils perdent au deuxième tour à Monte-Carlo contre Leander Paes-Radek Štěpánek (3-6, 3-6), respectivement septième et treizième mondiaux, au premier tour à Barcelone contre la paire locale Nicolás Almagro-Albert Ramos-Viñolas (6-2, 4-6, 6-10) puis en demi-finale à Munich de nouveau contre Čermák-Polášek, dans un match serré (6-1, 6-7, 8-10). Revenant avec l'Argentin Eduardo Schwank, ils disputent Madrid et Rome où ils s'inclinent au deuxième tour respectivement contre les Polonais Mariusz Fyrstenberg-Marcin Matkowski (3-6, 6-7) et Robert Lindstedt-Horia Tecău, finaliste à Wimbledon l'année passée (4-6, 3-6). Il gagne un match juste avant le Grand Chelem parisien en compagnie du Mexicain Santiago González mais est sorti au second tour.
Arrivé Porte d'Auteuil, il ne parvient pas à franchir le troisième tour, de nouveau battu par la paire franco-serbe Michaël Llodra-Nenad Zimonjić (6-7, 6-4, 4-6), cinquième et sixième mondiaux. Il parvient avec le Russe Dmitri Toursounov en finale du tournoi de S'Hertogenbosh deux semaines plus tard, éliminant au premier tour la paire Scott Lipsky-Leander Paes (6-2, 7-5). Cependant la paire Robert Lindstedt-Horia Tecău l'empêche de remporter son premier titre ATP (3-6, 6-7).
La suite de sa saison est difficile avec une défaite au premier tour de Wimbledon et à l'US Open, un deuxième tour à Cincinnati, un quart de finale à Winston-Salem et une demi-finale à Stuttgart. Il remporte néanmoins de nouveau le Challenger de Cali avec son compatriote et enchaîne avec la victoire au Challenger de Quito, en Équateur.
En 2013, il devient joueur de double à plein temps aux côtés de son compatriote Robert Farah. Il commence l'année par deux défaites au premier tour à Brisbane et à Sydney (contre les frères Bryan, où lui et son partenaire Marcin Matkowski livrent une belle partie).
À l'Open d'Australie, toujours avec Robert Farah, ils profitent d'un tableau ouvert pour parvenir jusqu'en quarts de finale mais tombent contre les Italiens Fabio Fognini et Simone Bolelli (6-1, 4-6, 3-6). Il ne gagne sur les semaines suivantes que trois matchs en dix rencontres dans les tournois de Vina Del Mar, Sao Paulo, Memphis, Acapulco, Indian Wells, Miami et Bucarest.
La paire colombienne retrouve un peu d'allant à Munich, début mai où ils sortent en quarts de finale l'Indien Leander Paes et Jürgen Melzer (6-3, 6-3) avant de perdre en demi-finale. Ils sortent ensuite les locaux Nicolas Mahut et Édouard Roger-Vasselin à Nice (6-3, 1-6, 10-6) en demi-finale mais perd sa troisième finale ATP en carrière contre la paire composée du Suédois Johan Brunström et du Sud-Africain Raven Klaasen (3-6, 2-6). A Roland Garros, les deux hommes font bonne impression, ne tombant que contre les Espagnols Marcel Granollers et Marc López, demi-finaliste à l'Open d'Australie et quatrième et cinquième mondiaux au troisième tour (3-6, 4-6).
Le début de la tournée sur gazon ne leur réussit pas, tombant à Eastbourne contre le Brésilien Bruno Soares et l'Autrichien Alexander Peya, tous deux membres du Top 10 (3-6, 6-7), et perdant au second tour à Halle. A Wimbledon, ils prennent cependant leur revanche sur les Espagnols Granollers-López (6-7, 7-5, 7-5, 7-6) et parviennent au troisième tour, de nouveau battu par Jürgen Melzer accompagné cette fois-ci de l'Américain James Blake (2-6, 4-6, 3-6). Ils s'envolent en septembre pour jouer dans leur pays l'ATP 250 de Bogota mais tombent en demi-finale, puis perdent d'entrée à l'US Open. Leur fin d'année est compliquée avec un seul match gagné sur le circuit ATP. Ils parviennent néanmoins à remporter de nouveau le Challenger de Cali à domicile.

### 2014: Premiers titres à Rio de Janeiro et Winston-Salem et 4 finales dont Miami
Il commence bien l'année 2014 en décrochant sa quatrième finale ATP à Brisbane début janvier mais s'incline contre Daniel Nestor et Mariusz Fyrstenberg dans un match accroché (7-6, 4-6, 7-10). Jouant de malchance à Auckland, ils tombent au premier tour contre la deuxième paire mondiale, Alexander Peya et Bruno Soares, finalistes de l'US Open en fin d'année dernière (5-7, 1-6). Ils sont renversés néanmoins pour la première fois au premier tour de l'Open d'Australie la semaine suivante par la paire Treat Huey-Dominic Inglot (6-4, 4-6, 3-6). Début février, ils reprennent confiance sur la terre battue de Vina Del Mar mais il s'incline pour la cinquième fois en finale contre Oliver Marach-Florin Mergea (3-6, 4-6). Après une défaite d'entrée à Buenos Aires, les Colombiens sortent un grand tournoi à Rio de Janeiro.
Ils éliminent d'abord la paire hispano-ukrainienne Guillermo García-López-Alexandr Dolgopolov (6-3, 3-6, 10-8) puis les Espagnols Granollers-López (6-3, 7-5) avant de prendre leur revanche sur Peya-Soares, numéro trois mondiaux (6-4, 6-2). Parvenu en finale, ils renversent enfin le sort et s'imposent contre le local Marcelo Melo et l'Espagnol David Marrero, tous deux dans le Top 10, sur le même score. Ce premier titre ATP est suivi d'une finale, toujours au Brésil, à Sao Paulo perdue contre Guillermo García-López et Philipp Oswald (7-5, 4-6, 13-15) dans un match très serré.
Ils confirment leur bonne forme à Miami où ils s'imposent encore contre Granollers-López (1-6, 6-4, 12-10), Rohan Bopanna-Aisam-Ul-Haq Qureshi (6-2, 6-4), la paire Peya-Soares (6-2, 7-6) en quarts de finale et les surprenants locaux Ryan Harrison-Jack Sock (ce dernier vainqueur de Wimbledon cette année là) en demi-finale (2-6, 6-4, 11-9). Ils sont éliminés pour ce qui est leur première finale de Masters 1000 par les Frères Bryan (6-7, 4-6).
S'envolant pour l'Europe début avril, ils s'inclinent d'entrée à Barcelone contre Nestor-Zimonjić (7-6, 6-7, 8-10) et au deuxième tour à Monte-Carlo contre les Français Julien Benneteau et Édouard Roger-Vasselin (4-6, 7-5, 4-10) et à Munich contre la paire Britannique Colin Fleming-Ross Hutchins (1-6, 4-6). Ils font une belle impression à Madrid, où ils se débarrassent d'abord de Max Mirnyi et Mikhail Youzhny (6-3, 6-4), avant de battre la troisième paire mondiale Ivan Dodig-Marcelo Melo (6-4, 6-2) ainsi que la paire Jürgen Melzer-Kevin Anderson (6-7, 6-3, 10-6). Ils sont de nouveau stoppés par Nestor-Zimonjić en demi-finale (5-7, 4-6). Malgré cette éclaircie, leur saison sur terre est décevante avec deux éliminations d'entrée à Rome et Roland Garros contre les Finlandais Henri Kontinen et Jarkko Nieminen (4-6, 3-6).
Il joue par la saison sur gazon avec le Polonais Marcin Matkowski, s'incline d'entrée à Eastbourne et la paire parvenant au troisième tour de Wimbledon, stoppée logiquement par les numéros uns, les Frères Bryan (5-7, 3-6, 6-7). Il parvient mi-juillet en finale à Bogota accompagné d'un autre compatriote, Nicolás Barrientos mais les locaux s'inclinent de justesse contre une paire australienne composée du géant Sam Groth et de Chris Guccione (6-7, 7-6, 9-11).
Une semaine plus tard, il s'impose avec David Marrero contre la paire Nestor-Zimonjić (6-2, 6-2) en entrée de tournoi à Washington, mais s'incline dès le tour suivant de nouveau contre Sam Groth, accompagné cette fois-ci de Leander Paes (6-7, 6-3, 10-12), puis au premier tour de l'Open du Canada contre les champions de simple Stan Wawrinka et Novak Djokovic (3-6, 5-7). Un autre Espagnol, le vétéran Tommy Robredo l'accompagne de manière éphémère à Cincinnati où ils tombent au deuxième tour contre la paire Française Benneteau-Roger-Vasselin (6-1, 4-6, 7-10).
Il retrouve pour la suite de la saison son compatriote Robert Farah, et gagne pour leurs retrouvailles leur deuxième tournoi ensemble à Winston-Salem, éliminant notamment la paire  Daniel Nestor-Rohan Bopanna en deux tie-breaks au premier tour, et la paire anglo-saxonne Jamie Murray-John Peers en finale (6-3, 6-4), ne cédant pas un seul set du tournoi.
En pleine confiance, ils ne confirment pas à l'US Open où ils s'inclinent contre les Polonais Fyrstenberg-Matkowski au deuxième tour (6-4, 4-6, 6-4). Ils parviennent en fin de saison en demi-finale de Shenzhen, puis en quarts de finale à Pékin après avoir battu les numéros six mondiaux Alexander Peya-Bruno Soares (6-3, 4-6, 10-7). Leur dernière performance de l'année a lieu à Shanghai où ils atteignent les quarts de finale puis s'inclinent contre les Frères Bryan (6-3, 4-6, 7-10). Ils terminent la saison par trois défaites en quatre matchs à Stockholm, Valence et Bercy.

### 2015: 2 titres à Sao Paulo et Genève et trois finales
L'année 2015 commence de manière décevante avec des défaites en quarts de finale à Doha (de nouveau contre Novak Djokovic), un premier tour à Auckland et une défaite au deuxième tour à l'Open d'Australie contre la paire Française Herbert-Mahut (3-6, 4-6), futurs finalistes de l'épreuve. Ils se reprennent à Sao Paulo, tournoi qu'ils remportent en disposant notamment du numéro quatre mondial et local Marcelo Melo en demi-finale, et s'imposant en finale contre Paolo Lorenzi et Diego Schwartzman (6-4, 6-2). Ils remportent ainsi leur troisième titre ATP, le second sur terre. Ils enchaînent avec deux demi-finale à Rio de Janeiro, dont ils sont tenants du titre et à Acapulco où Marcelo Melo prend sa revanche avec Ivan Dodig (6-4, 6-7, 4-10).
Ils éliminent ensuite de nouveau Alexander Peya-Bruno Soares à Indian Wells (6-2, 3-6, 10-8) mais sont battus au second tour tour comme à Miami où ils perdent face à Jean-Julien Rojer et Horia Tecău (7-6, 3-6, 2-10).
Il perd de nouveau au premier tour de Monte-Carlo contre la paire italienne Simone Bolelli- Fabio Fognini (3-6, 4-6) avant de perdre à nouveau au premier tour de Barcelone avec un autre compatriote, Santiago Giraldo contre la paire Peya-Soares qui prend sa revanche sur le même score qu'à Monaco. Il joue pour la seule fois de sa carrière début avril avec le Français Adrian Mannarino à Madrid, prenant étonnamment sa revanche contre Simone Bolelli- Fabio Fognini (6-4, 1-6, 12-10) avant de battre les Frères Bryan (7-6, 7-5). La paire improvisée s'incline cependant en quarts de finale contre Rohan Bopanna et Florin Mergea (3-6, 2-6).
Il retrouve Robert Farah pour le tournoi de Rome, et accède aux quarts de finale en prenant une nouvelle revanche sur Peya-Soares (7-6, 3-6, 11-9), puis la paire colombienne remporte son quatrième titre, à Genève en battant Raven Klaasen et Lu Yen-hsun en finale (7-5, 4-6, 10-7), ce dernier participant à sa dernière finale de double sur le circuit. Cette forme est cependant ternie par une élimination dès le premier tour à Roland Garros contre le local Jérémy Chardy et le Polonais Łukasz Kubot (4-6, 3-6).
Ils déclarent ensuite forfait au second tour de Stuttgart alors qu'ils allaient affronter la légende de simple Rafael Nadal, puis s'inclinent au premier tour à Nottingham et au deuxième tour à Wimbledon. Ils reprennent des couleurs fin septembre à Bastad où ils parviennent jusqu'en finale, de nouveau battus par Jérémy Chardy et Łukasz Kubot (7-6, 3-6, 8-10), puis enchaînent une nouvelle finale à Hambourg où ils disposent de Peya-Soares pour la troisième fois de l'année et sont éliminés par Jamie Murray et John Peers (6-2, 3-6, 8-10).
Ils subissent la loi des cadors sur la tournée américaine, d'abord à Washington en quarts de finale par la paire Marcin Matkowski-Nenad Zimonjić (3-6, 7-6, 3-10), puis par Bob et Mike Bryan, toujours numéros uns, et chez eux à Cincinnati (6-7, 4-6). Ils essuient une nouvelle désillusion en Grand Chelem à l'US Open où ils perdent contre les locaux Michael Russell et Donald Young, tous deux classés hors du Top 100 (3-6, 6-7) au deuxième tour.
Ils renversent cependant la situation à Tokyo, début octobre où ils prennent une nouvelle revanche sur les Frères Bryan (7-6, 5-7, 10-6) au premier tour et parviennent jusqu'en finale, battus par la paire composée de Raven Klaasen, encore une fois et du numéro trois mondial Marcelo Melo (6-7, 6-3, 7-10). Preuve d'une forme retrouvée, ils disposent encore une fois des Américains numéros un mondiaux (6-7, 7-6, 10-7) au deuxième tour de Shanghai et s'inclinent au tour d'après contre la paire Daniel Nestor-Édouard Roger-Vasselin (3-6, 4-6).
La fin d'année n'est pas reluisante avec une défaite contre Łukasz Kubot et Marcelo Melo d'entrée à Vienne (3-6, 7-6, 8-10) et un match gagné à chaque fois à Bâle et Bercy.

### 2016: 4 titres et une finale
L'année débute mal pour les Colombiens à Auckland, où ils sortent au premier tour, éliminés par les locaux Marcus Daniell et Artem Sitak (2-6, 6-7). À l'Open d'Australie, ils parviennent en huitièmes de finale mais sont battus par les Français Lucas Pouille et Adrian Mannarino, tous deux classés hors du Top 200 et surprises du tournoi (3-6, 6-7).
Après cette défaite, ils brillent sur terre, s'octroyant le tournoi de Buenos Aires en éliminant plusieurs paires classées hors du Top 100 et pour la deuxième fois de leur carrière celui de Rio de Janeiro la semaine suivante en disposant des locaux Thomaz Bellucci et Marcelo Demoliner en demi-finale (6-4, 6-4) ainsi que de la paire espagnole Pablo Carreño Busta-David Marrero en finale (7-6, 6-1). Leur série de victoires s'arrête à dix lors du tournoi d'Acapulco en demi-finale contre Max Mirnyi et Treat Huey (6-4, 3-6, 7-10).
Après un abandon lors du premier tour d'Indian Wells en mars, il ne joue plus durant trois mois. De retour à Monte-Carlo, il confirme que sa paire avec Robert Farah fait des ravages sur terre, en battant les Espagnols Feliciano López et Marc López, ce dernier ayant déjà été finaliste à Roland Garros (6-3, 6-4) puis disposent des numéros six et sept en les personnes des Frères Bryan (6-4, 6-3). Ils enchaînent une nouvelle victoire en deux sets sur Henri Kontinen et John Peers en quarts (6-4, 6-4) puis tombent pour leur première demi-finale à Monaco contre une des meilleures paires du monde, les Français Herbert-Mahut (6-7, 4-6), vainqueurs de l'US Open en fin d'année dernière. Ils continuent de briller sur l'ocre de Munich en décrochant une troisième finale de l'année, qu'ils perdent contre Henri Kontinen et John Peers (3-6, 6-3, 7-10).
Malgré un troisième titre à Nice décroché à Nice, ils perdent au premier tour de Madrid, Rome et surtout Roland Garros. Les mois suivants sont décevants avec de nouvelles défaites en quarts à Halle, au premier tour à Nottingham, Washington, l'US Open et Chengdu et au deuxième tour de Wimbledon contre Sam Groth et Robert Lindstedt (7-6, 4-6, 4-6) ainsi qu'au second tour des Jeux Olympiques (malgré une victoire sur la meilleure paire du monde Herbert-Mahut au premier tour 7-6, 6-3).
Il faut attendre Tokyo en octobre pour les voir gagner de nouveau deux matchs de suite. Ils renversent lors de ce tournoi les numéros quatre et cinq mondiaux Jamie Murray et Bruno Soares (1-6, 7-6, 10-8) puis s'incline en demi-finale. Feliciano López et Marc López prennent leur revanche au deuxième tour de Shanghai (6-7, 3-6), mais ils parviennent la semaine suivante à remporter un quatrième tournoi, celui de Moscou en disposant des Autrichiens Jürgen Melzer et Julian Knowle en finale (7-5, 4-6, 10-5). Ils terminent l'année par deux défaites au premier tour de Bâle et Bercy.
Malgré les quatre titres gagnés, ils concluent leur pire année dans les Grand Chelem, ne gagnant que deux matchs.

### 2017: Unique victoire en Grand Chelem en double mixte à l'Open d'Australie, demi-finale à Roland Garros et trois nouveaux titres
Il commence l'année par une demi-finale à Sydney, éliminant la paire Kubot-Melo (7-6, 4-6, 10-5) et étant battus par la deuxième paire mondiale composée de Jamie Murray et Bruno Soares, tous deux vainqueurs ensemble de l'US Open et de l'Open d'Australie l'année passée (3-6, 6-7). Ils parviennent jusqu'au troisième tour à l'Open d'Australie, seulement battus par les Top 10 Henri Kontinen et John Peers (7-6, 6-7, 6-7).
Il remporte le Grand Chelem australien en double mixte avec Abigail Spears, ce qui constitue l'unique Grand Chelem remporté en mixte pour eux deux.
Lui et Robert Farah confirment leur bonne forme en conservant leur titre à Buenos Aires, éliminant en finale Santiago González et David Marrero (6-1, 6-4), puis parviennent en finale à Rio de Janeiro pour la troisième fois de leur carrière mais s'incline aux pieds du trophée face à Pablo Cuevas et Pablo Carreño Busta (4-6, 7-5, 8-10) dans un duel serré.
Après trois défaites consécutives à Acapulco, Miami (contre les numéros deux et trois Kontinen-Peers, vainqueurs de l'Open d'Australie en début d'année) et Houston (contre deux joueurs hors du Top 150, Dustin Brown et Frances Tiafoe), ils retrouvent des couleurs à Budapest en jouant une nouvelle finale, battus par Brian Baker et Nikola Mektić (6-7, 4-6). Ils enchaînent avec un nouveau titre à Munich, le deuxième de leur saison contre la paire Française Jérémy Chardy-Fabrice Martin (6-3, 6-3).
Ils jouent un deuxième tour à Madrid, battus par Murray et Soares, toujours dans le Top 10 (3-6, 6-7) puis disputent une cinquième finale à Genève, durant laquelle ils s'inclinent contre Jean-Julien Rojer et Horia Tecău (6-2, 6-7, 6-10).
Fin mai début le tournoi de Roland Garros qui va permettre à la paire colombienne de s'illustrer encore. Ils disposent de Jamie Cerretani et du jeune Daniil Medvedev au premier tour (6-2, 6-1, ce qui constitue l'unique match du Russe en double à Roland Garros), puis de Sam Querrey et Ernesto Escobedo (6-2, 6-4) avant de rencontrer plus de difficultés face aux vétérans Espagnols David Marrero et Tommy Robredo (6-7, 7-6, 6-4). Ils renversent le cours d'un match compliqué contre la paire Sud-Américaine Julio Peralta-Horacio Zeballos (6-7, 7-6, 6-0) en quarts de finale. Arrivé en demi-finale pour la première fois depuis six ans, ils s'inclinent alors qu'ils sont favoris de leur match contre Ryan Harrison et Michael Venus, qui remporteront leur unique titre en Grand Chelem quelques jours plus tard (6-4, 3-6, 4-6).
Décidant de ne pas jouer de tournée sur gazon pour préparer Wimbledon, ils abandonnent au deuxième tour du tournoi londonien, Robert Farah se blessant. Juan Sebastian change alors temporairement de partenaire de double et dispute avec Treat Huey le tournoi de Los Cabos, que la paire improvisée gagnera (il s'agit de l'unique titre du Colombien gagné avec un autre partenaire que Robert Farah). Malgré ce succès, il change régulièrement de partenaire de double lors des tournois suivants. Il parvient au deuxième tour de l'Open du Canada avec Pablo Carreño Busta et de Cincinnati en compagnie du sulfureux Fabio Fognini puis joue l'US Open avec l'Argentin Leonardo Mayer avec qui il se hisse au troisième tour et perdent logiquement contre la meilleure paire mondial, Kontinen-Peers (3-6, 4-6).
Il retrouve Robert Farah à Pékin et battent de justesse pour leurs retrouvailles la deuxième paire au classement ATP Kubot-Melo (3-6, 7-6, 12-10). Après être tombés en demi-finale, ils parviendront au deuxième tour à Shanghai, battus de nouveau par Jean-Julien Rojer et Horia Tecău (6-3, 4-6, 6-10).
Ils terminent l'année par une demi-finale à Moscou, un quart de finale à Bâle et une défaite au deuxième tour de Bercy contre les locaux Herbert-Mahut (3-6, 5-7), tous deux membres du Top 10.

### 2018: Finales à l'Open d'Australie et Cincinnati, premier Masters 1000 à Rome, demi-finale à l'US Open et entrée dans le Top 10
Toujours avec Farah, ils se qualifient début 2018 pour la finale de l'Open d'Australie sans perdre un seul set. Ils écartent ainsi les paires locales Polmans-Whittington en deux tie-breaks au premier tour et Sam Groth accompagné de l'ancien champion Lleyton Hewitt qui joue sa dernière saison sur le circuit (6-4, 7-5) en quarts de finale, l'Autrichien Alexander Peya et le Croate Nikola Mektić (7-6, 7-5), les Indiens Leander Paes et Purav Raja auxquels ils ne laissent que trois jeux (6-1, 6-2) et les légendes Américaines : les Frères Bryan, qui jouent leur dernière demi-finale de leur carrière en Grand Chelem (7-6, 7-5). Malgré ces victoires, ils s'inclinent aux pieds du trophée contre Oliver Marach et Mate Pavić (4-6, 4-6), une autre paire composée d'un Croate et d'un Autrichien qui deviendra numéro une mondiale au cours de l'année et qui était déjà finaliste à Wimbledon l'année précédente. Il s'agit pour Juan Sebastian Cabal de sa seconde finale de Grand Chelem perdue, sept ans après la première.
La paire colombienne défend son titre à Buenos Aires mais s'incline en finale contre les locaux Andrés Molteni et Horacio Zeballos (3-6, 7-5, 3-10). Après deux défaites d'entrée à Rio de Janeiro contre Mektić-Peya (6-7, 5-7) et à Indian Wells contre Klaasen-Venus (6-4, 0-6, 5-10), ils retrouvent le goût de la victoire mi-mars en éliminant les Australiens Nick Kyrgios et Matt Reid (7-5, 7-5), profitent d'un forfait mais sont battues en quarts par les locaux Steve Johnson et Sam Querrey (3-6, 2-6).
Ils retrouvent des couleurs sur ocre, d'abord à Monte-Carlo où ils disposent de la paire Espagnole Feliciano López-Marc López (6-3, 6-4) ainsi que la deuxième meilleure paire au classement Kontinen-Peers dans un match disputé (5-7, 6-2, 18-16). Ils sont sortie en quarts de finale par Rohan Bopanna et Édouard Roger-Vasselin (4-6, 4-6). Ils prennent une revanche sur ces derniers dans un nouveau match âpre en quarts de finale à Barcelone (4-6, 7-6, 13-11) mais sont battus cette fois-ci par Feliciano López-Marc López, soutenus par le public (6-4, 3-6, 6-10). Ils retournent en demi-finale d'un Masters 1000 à Madrid où ils sortent les spécialistes de simple Fabio Fognini et Diego Schwartzman (6-3, 6-3) avant de battre la paire numéro une Kubot-Melo (6-4, 2-6, 10-8). Ils sont néanmoins défaits pour la seconde fois de l'année par Mektić-Peya (3-6, 6-3, 3-10).
En mai, ils écartent lors du Masters 1000 de Rome la paire hollandaise Robin Haase et Jean-Julien Rojer (6-7, 7-5, 10-8), une nouvelle fois les numéros un et deux Kubot-Melo (6-3, 7-5) ainsi que Murray et Soares (7-6, 3-6, 10-8) pour atteindre leur seconde finale en Masters 1000 plus de quatre ans après la première. Ils rencontrent deux surprises du tournoi, l'Espagnol Pablo Carreño Busta et le Portugais João Sousa qu'ils renversent (3-6, 6-4, 10-4) pour soulever leur premier titre dans cette catégorie. Grâce à cette victoire, la paire colombienne accède au Top 10. Attendus à Roland Garros, ils sortent le vétéran Max Mirnyi, quadruple vainqueur du tournoi et qui joue son dernier Roland accompagné de Philipp Oswald en deux tie-breaks, puis la paire Argentine Guido Pella-Diego Schwartzman (6-4, 7-6). Ils renversent au troisième tour Wesley Koolhof et Artem Sitak (3-6, 6-4, 6-3) avant de perdre une nouvelle fois contre la nouvelle paire numéro une Marach-Pavić (6-3, 4-6, 3-6).
Après une saison sur gazon quelconque (second tour à Eastbourne et défaite au troisième tour à Wimbledon contre Frederik Nielsen-Joe Salisbury), ils s'envolent pour la tournée américaine. Après un premier tour dur à Washington où ils effacent les numéros cinq et six Kontinen-Peers (6-4, 6-4), ils perdent le match suivant contre Klaasen-Venus (7-6, 6-7, 6-10) pour la seconde fois de l'année. Ils s'inclinent également au premier tour à l'Open du Canada contre Sam Querrey et le vétéran Rajeev Ram (5-7, 6-4, 8-10) mais rebondissent à Cincinnati. À la suite de victoires sur Matwé Middelkoop-Ben McLachlan (7-5, 6-3) et Philipp Kohlschreiber-Fernando Verdasco (7-6, 6-4) et du forfait de Mektić-Peya, ils arrivent en finale du tournoi contre Murray et Soares. Ils perdent leur deuxième finale en Masters 1000 de la saison (6-4, 3-6, 6-10). Néanmoins, leur performance dans le tournoi leur permet de se qualifier pour les ATP Finals.
Ils assument leur nouveau statut de Top 10 en se défaisant d'Ivan Dodig-Marcel Granollers (6-2, 2-6, 6-3) et de la paire franco-indienne Bopanna-Roger-Vasselin (6-3, 6-4) en quarts de finale de l'US Open. Ils sont stoppés à ce stade par le numéro un mondial Mike Bryan qui remportera quelques jours plus tard son dernier titre du Grand Chelem et son compatriote Jack Sock (2-6, 7-6, 4-6), soutenus par le public. Ils s'envolent début octobre pour l'Asie et jouent le tournoi de Pékin où ils battent dès le premier tour la paire composée de Jean-Julien Rojer et Horia Tecău (7-6, 6-2) mais s'inclinent en demi-finale contre Kubot-Melo qui prend sa revanche de Madrid (4-6, 6-1, 6-10). Ils rencontrent de nouveau Jean-Julien Rojer et Horia Tecău à Shanghaï et remporte encore une fois le match (6-4, 6-7, 11-9), leur parcours s'arrêtant en demi contre Murray et Soares (3-6, 4-6), ce qui constituera la meilleure performance de leur carrière dans ce tournoi.
Après deux défaites consécutives à Vienne (battus par le numéro un Mike Bryan et Édouard Roger-Vasselin) et à Bercy (défaits par Jean-Julien Rojer et Horia Tecău dans un duel serré), ils s'envolent pour Londres pour y disputer pour la première fois le Masters de fin d'année. Ils remportent alors leur match contre Mektić-Peya (6-3, 6-4), perdent leur seconde rencontre contre Murray et Soares, de nouveau (4-6, 3-6) mais réussissent à se qualifier pour les demi-finale en éliminant Klaasen-Venus pour la première fois de la saison (6-3, 7-6). Ils retrouvent en demi-finale la paire Française Herbert-Mahut qu'ils n'ont plus joué depuis un an. Les Colombiens perdent (3-6, 7-5, 5-10).
Longtemps habitué à naviguer dans le top 30, il termine la saison à la 5e place mondiale.

### 2019: Deux titres en Grand Chelem à Wimbledon et à l'US Open, vainqueur à Rome, finale à Cincinnati etno1 mondial
Cabal et Farah commencent leur saison avec une finale au tournoi de Sydney perdue de nouveau contre la paire Murray-Soares (4-6, 3-6), puis par une défaite au premier tour de l'Open d'Australie, battus par Jack Sock (numéro deux mondial) et Jackson Withrow alors qu'ils étaient finalistes en titre (7-6, 3-6, 4-6).
Leur début de saison est compliqué avec une demi-finale à Rio de Janeiro, un quarts à Acapulco et Indian Wells ainsi qu'un deuxième tour à Miami et Monte-Carlo.
Ils se distinguent par la suite sur la terre battue de Barcelone où s'adjugent leur 3e ATP 500 en prenant leur revanche contre la paire Jamie Murray et Bruno Soares (6-4, 7-6), après avoir sorti Pablo Carreño Busta et Feliciano López en demi-finale (4-6, 6-2, 12-10) et la paire Kontinen-Peers (6-4, 7-6) en quarts. Ils réalisent un doublé à Rome puisqu'ils conservent ensuite leur titre en dominant notamment les frères Bob et Mike Bryan au terme d'un gros duel (7-6, 4-6, 16-14), Łukasz Kubot et Marcelo Melo (2-6, 7-6, 10-8) et en finale Raven Klaasen et Michael Venus (6-1, 6-3). Enfin, à Roland-Garros, ils sont battus en demi-finale par les locaux Jérémy Chardy et Fabrice Martin (5-7, 4-6), surprises du tournoi. Il s'étaient auparavant défaits de Matthew Ebden et John-Patrick Smith (6-4, 6-4), de Leander Paes qui s'alignait avec le Français Benoît Paire (6-0, 4-6, 6-3), de Robin Haase et Frederik Nielsen (6-3, 6-4) ainsi que de Mikhail Kukushkin et Joran Vliegen (6-2, 6-2).
Ils commencent la saison sur gazon avec une défaite au premier tour du Queen's contre deux spécialiste de la surface, Andy Murray et Feliciano López (6-7, 3-6). Ils remportent un troisième titre en un six mois à Eastbourne, le premier de leur carrière sur gazon en éliminant ce même Andy Murray (6-2, 6-4) accompagné de Marcelo Melo et en finale des Argentins Máximo González et Horacio Zeballos qui les avaient éliminés à Miami (3-6, 7-6, 10-6).  Au tournoi de Wimbledon, ils remportent leur deux premiers tours facilement contre la paire locale Jack Draper-Paul Jubb (6-1, 6-4, 6-2) et contre les Kazakhs Alexander Bublik et Mikhail Kukushkin (4-6, 6-2, 6-2, 6-1). Ils sortent vainqueurs en trois sets d'un match plus accroché contre la paire Roman Jebavý-Philipp Oswald (7-6, 7-6, 7-5) puis sortent un match d'anthologie contre la paire composée de Jean-Julien Rojer et Horia Tecău en cinq sets (6-4, 3-6, 6-7, 64, 11-9) et se qualifient pour les demi-finales Ils  viennent à bout de Raven Klaasen et de Michael Venus en quatre manches (6-4, 6-7, 7-6, 6-4) pour y disputer leur deuxième finale ensemble (la troisième pour Juan Sebastian). En finale, ils battent Nicolas Mahut et Édouard Roger-Vasselin au bout de cinq sets dont quatre tie-breaks (65-7, 7-65, 7-66, 65-7, 6-3) pour remporter leur premier titre du Grand Chelem. À l'issue du tournoi, ils deviennent numéros 1 au classement ATP.
Après un quart de finale à Washington perdu contre John Peers et Alex de Minaur (7-6, 6-7, 6-10) et un premier tour à l'Open du Canada, ils rebondissent et assument leur classement à Cincinnati.
Toujours accompagné de Robert Farah, Cabal atteint par la suite la finale du tournoi après des victoires sur Kontinen-Peers (6-4, 6-2) et Mate Pavić-Bruno Soares (6-3, 6-2).  Ils sont battus néanmoins en finale par Ivan Dodig et Filip Polášek (6-4, 4-6, 6-10). À l'US Open, ils parviennent en finale en n'ayant perdu qu'un seul set. Ils affrontent deux doubles classés hors du Top 100, Pablo Cuevas-Steve Johnson (6-2, 6-3) et les Britanniques Daniel Evans-Cameron Norrie (5-7, 6-4, 6-3) puis prennent leur revanche sur les Hollandais Robin Haase et Wesley Koolhof qui les avaient éliminés quelques semaines plus tôt à l'Open du Canada (6-4, 6-4). Ils remportent leur quart de finale sur le même score contre Luke Bambridge et Ben McLachlan puis s'imposent en demi-finale contre une autre paire Britannique Jamie Murray-Neal Skupski en deux tie-breaks pour disputer une deuxième finale de Grand Chelem consécutive. Ils y battent Marcel Granollers et Horacio Zeballos en deux manches (6-4, 7-5) pour remporter leur second tournoi du Grand Chelem de suite et leur dernier en carrière.
La suite de leur saison les voit perdre en quarts de finale à Pékin contre Jamie Murray-Neal Skupski, revanchards (4-6, 2-6) et à Shanghaï, éliminés par Mate Pavić-Bruno Soares sur le même score. Leur fin de saison les voit enchaîner les performances décevantes avec un deuxième tour à Bercy contre Rajeev Ram et Joe Salisbury (5-7, 7-5, 3-10). Ils jouent en novembre le Masters de fin d'année mais s'inclinent contre la paire Française Herbert-Mahut (3-6, 5-7) ainsi que contre Jean-Julien Rojer et Horia Tecău (2-6, 7-5, 8-10). Ils parviennent néanmoins comme l'année passée à arracher leur place en demi-finale à la faveur d'une victoire sur les Allemands Kevin Krawietz et Andreas Mies (7-6, 6-2), vainqueurs à Roland Garros. Au bout d'un match accroché, ils sont éliminés par Klaasen-Venus (7-6, 6-7, 6-10).
Ils terminent alors la saison numéros uns. Il s'agit de leur meilleure saison en carrière, ponctuée de deux titres du Grand Chelem.

### 2020: 3edemi-finale à Roland Garros mais saison sans titres
Dans une année particulière marquée par la pandémie de Covid-19, le duo s'incline au second tour de l'Open d'Australie, ayant hérité d'un tirage difficile avec le duo légendaire des Frères Bryan (6-7, 4-6). Ils confirment leur méforme à Rio de Janeiro où ils tombent face aux locaux Orlando Luz et Rafael Matos (1-6, 6-4, 8-10) mais se reprennent à Acapulco où ils parviennent en finale, seulement battus par la paire Kubot-Melo dans un match très serré (6-7, 7-6, 9-11). Deux fois finalistes sur les années précédentes, ils réalisent leur pire performance jusqu'alors dans le tournoi en s'inclinant dès le premier tour en deux tie-breaks contre les Britanniques Jamie Murray et Neal Skupski. Le tournoi de Wimbledon étant annulé, ils conservent leur couronne sur gazon un an de plus mais doivent également défendre leur titre à l'US Open. Après s'être débarrassé de Jürgen Melzer et Édouard Roger-Vasselin (6-2, 6-3), ils perdent dès le second tour contre la paire composée de Jean-Julien Rojer et Horia Tecău (6-4, 3-6, 4-6) fin août.
Leur tournée sur terre est délicate également avec un deuxième tour perdu contre Rohan Bopanna et Denis Shapovalov à Rome (3-6, 6-3, 5-10) et un premier tour où ils abandonnent de nouveau contre Rojer-Tecău. Ils se ressaisissent à Roland Garros où ils parviennent de nouveau en demi-finale en éliminant les locaux Corentin Denolly et Kyrian Jacquet (3-6, 6-2, 6-3), Robert Lindstedt et Jordan Thompson (6-4, 6-3), renversent Jürgen Melzer et Édouard Roger-Vasselin (4-6, 7-6, 7-6) puis sortent aussi difficilement Frederik Nielsen et Tim Pütz (6-7, 6-4, 7-6) en quarts de finale. Ils sont éliminés du tournoi parisien par la paire Mate Pavić-Bruno Soares (6-7, 5-7). Ils terminent cette saison par une finale au tournoi de Sardaigne où ils s'inclinent en finale contre Marcus Daniell et Philipp Oswald (3-6, 4-6), ne remportant alors aucun titre ATP lors de cette saison.

### 2021: Perte de la place de numéro un mondial, nouvelle demi-finale à Roland Garros et trois titres
Les Colombiens démarrent leur année par une finale disputée à Sydney et perdue contre Jamie Murray et Bruno Soares (3-6, 6-7). Ils battent ensuite difficilement Andre Begemann et Nikoloz Basilashvili au premier tour de l'Open d'Australie (6-7, 7-6, 6-4) mais s'inclinent comme l'année dernière au deuxième match contre les Kazakhs Alexander Bublik et Andrey Golubev (4-6, 4-6). Après une défaite d'entrée à Rotterdam contre Henri Kontinen et Édouard Roger-Vasselin (6-4, 3-6, 9-11), ils enchaînent une demi-finale mi-mars à Doha, perdant contre Marcus Daniell et Philipp Oswald (3-6, 4-6), et un titre à Dubaï en gagnant en finale deux tie-breaks en deux sets contre la paire Croate Nikola Mektić-Mate Pavić, la deuxième meilleure paire du monde, finaliste à l'US Open en fin de saison dernière. Il s'agit de leur premier titre depuis près de deux ans. Ils 'envolent pour le tournoi de Miami mais déçoivent en cédant au second tour contre Marcelo Arévalo et Horia Tecău en deux tie-breaks.
De retour sur ocre, ils passent jusqu'en demi-finale au Masters 1000 de Monte-Carlo, s'inclinant contre les Britanniques Neal Skupski et Daniel Evans (6-7, 6-2, 4-10), puis prennent leur revanche sur ces derniers la semaine suivante à Barcelone (6-3, 6-4), ayant auparavant battu les Français Herbert-Mahut (6-2, 6-4). Ils sortent une seconde paire Française composée de Jérémy Chardy et Fabrice Martin (7-5, 6-1) avant de gagner le titre contre Horia Tecău et Kevin Krawietz, toujours sans perdre un set (6-4, 6-2). Il s'agit de leur deuxième titre de l'année, le dix-neuvième en carrière. Malgré cette performance, les semaines suivantes sont difficiles avec des éliminations d'entrée aux Masters 1000 de Madrid (contre Rohan Bopanna et Denis Shapovalov) et Rome, éliminés par les locaux Fabio Fognini et Lorenzo Musetti (6-7, 4-6). Demi-finaliste la saison passée à Roland Garros, ils sortent une nouvelle performance de choix Porte d'Auteuil et sortent les frères Skupski au premier tour (6-4, 6-4) avant de sortir Dan Added et l'ancien champion en simple Jo-Wilfried Tsonga (7-6, 6-3). Ils effacent les Australiens Luke Saville et Max Purcell en huitièmes (6-4, 6-3) puis battent une seconde fois de l'année Kevin Krawietz et Horia Tecău (6-2, 6-7, 7-5) en quarts. Il dispute sa cinquième finale à Roland Garros en carrière et comme les deux dernière saisons, s'inclinent, cette fois-ci contre les Français revanchards, futurs vainqueurs, Herbert-Mahut au terme d'un combat serré (7-6, 6-7, 4-6). Il s'agit de leur dernière demi-finale en carrière sur la terre battue parisienne.
Après avoir perdu la place de première paire mondiale au cours de la tournée sur terre, les Sud-Américains font une tournée sur gazon correcte, s'inclinant de nouveau contre Marcus Daniell et Philipp Oswald au Queen's en quarts de finale puis déclarent forfait à Eastbourne en demi-finale contre Joe Salisbury et Rajeev Ram. Pour leur retour à Wimbledon, ils commencent leur tournoi en éliminant tranquillement Lu Yen-hsun et David Pel (6-2, 6-4) puis les Brésiliens Thiago Monteiro et Rafael Matos (6-2, 7-6) avant de perdre une manche contre les Australiens Luke Saville et Max Purcell (6-3, 6-4, 2-6, 6-4), déjà battus au Grand Chelem précédent. Ils s'inclinent en huitièmes de finale contre Joe Salisbury et Rajeev Ram (3-6, 4-6, 6-7). Ils ne sont pas loin d'accrocher une médaille aux Jeux Olympiques de Tokyo mais perdent en quarts de finale contre les Australiens Marcus Daniell et Michael Venus (3-6, 6-3, 7-10).
S'envolant pour l'Amérique début août, ils sont sortis dès le deuxième tour à l'Open du Canada par les Belges Sander Gillé et Joran Vliegen et en demi-finale de Cincinnati par deux joueurs hors du Top 50, les locaux Steve Johnson et Austin Krajicek (6-7, 7-6, 3-10). Leur participation à l'US Open tourne court : ils sont battus par les Polonais Hubert Hurkacz et Szymon Walkow au premier tour (3-6, 7-6, 3-6), ce qui les éjectent hors du Top 10.
La paire se ressaisit en remportant le tournoi de Vienne, disposant de Joe Salisbury et Rajeev Ram, tout juste vainqueurs de l'US Open et deuxième paire mondiale (6-4, 6-2). Il s'agit de leur dernier titre en carrière. Malgré leur élimination au deuxième match à Bercy contre Jamie Murray et Bruno Soares (1-6, 5-7), ils participent pour la troisième et ultime fois de leur carrière au Masters de fin d'année. Ils s'inclinent au premier match de nouveau face à la paire Française Herbert-Mahut (6-7, 4-6), s'offrent une revanche contre Jamie Murray et Bruno Soares (6-2, 6-4) mais perdent leur dernier match, encore contre Joe Salisbury et Rajeev Ram (5-7, 6-2, 9-11), ce qui ne leur permet pas d'aller plus loin dans le tournoi.

### 2022: Finales à Monte-Carlo et Madrid, dernières demi-finale en Grand Chelem à Roland Garros et à l'US Open
Le début de saison des Colombiens est compliqué, n'arrivant pas à emporter deux matchs de suite jusqu'en avril. Ils échouent en quarts de finale à Sydney dans un match disputé contre Alexei Popyrin et Matt Reid (6-7, 6-3, 7-10) ainsi qu'au second tour à l'Open d'Australie contre une nouvelle paire locale composée de Matthew Ebden et Max Purcell (6-3, 3-6, 5-7). Confirmant leur méforme, ils s'inclinent d'entrée à Rio de Janeiro face aux Italiens Lorenzo Sonego et Andrea Vavassori (6-7, 7-5, 12-14) ainsi qu'à Miami contre les Russes Andrey Rublev et Karen Khachanov, deux champions en simple (5-7, 7-5, 6-10). Ils ne font pas mieux qu'un second tour à Acapulco, contre Feliciano López et Stéfanos Tsitsipás (6-4, 4-6, 10-12) et à Indian Wells contre les Américains Taylor Fritz et Tommy Paul (1-6, 4-6).
Ils parviennent pour leur retour en Europe à gagner deux matchs consécutifs face aux Roumains Sander Gillé et Joran Vliegen (7-6, 4-6, 10-7) dans un nouveau match serré, puis contre les Sud-Américains Santiago González et Andrés Molteni (6-2, 6-4). Ils sortent en quarts de finale les numéros quatre et trois mondiaux Croates Nikola Mektić-Mate Pavić (6-4, 6-4). Ils jouent et gagnent leur troisième demi-finale à Monte-Carlo en battant Jean-Julien Rojer et Marcelo Arévalo (7-5, 6-3) pour jouer pour la seule et unique fois la finale du tournoi dans leur carrière. Confronté à la meilleure paire au classement ATP, Ram-Salisbury, ils gagnent la seconde manche mais ne parviennent pas à renverser leurs adversaires (4-6, 6-3, 7-10). Après avoir été battu en quarts de finale mi-avril contre les Allemands Kevin Krawietz et Andreas Mies à Barcelone (4-6, 5-7), ils livrent une nouvelle performance de choix, cette fois-ci à Madrid. Se débarrassant de justesse de Raven Klaasen et Ben McLachlan (6-7, 7-6, 11-9), ils profitent du forfait de Félix Auger-Aliassime et Grigor Dimitrov avant de battre les numéros cinq et quatre mondiaux Marcel Granollers et Horacio Zeballos (7-6, 6-4) en quarts de finale. Ils sortent en demi-finale Jamie Murray et Michael Venus (7-6, 6-3) pour disputer là aussi leur unique finale en carrière en capitale espagnole. Au terme d'un match accroché, ils sont battus par la paire Wesley Koolhof-Neal Skupski (7-6, 4-6, 5-10), vainqueurs cette année-là de Wimbledon. Attendus à Roland Garros comme de sérieux outsiders, ils déçoivent en étant éliminés dès le premier tour pour la première fois depuis sept ans contre le Français Benoît Paire et l'Espagnol Albert Ramos-Viñolas en deux tie-breaks.
Un second tour au Queen's et une élimination d'entrée à Eastbourne s'ensuivent. Malgré cette préparations sur gazon délicate, la paire Colombienne arrive à sortir en trois sets les Français Ugo Humbert et Adrian Mannarino (6-4, 6-4, 6-4), les Portugais Nuno Borges et Francisco Cabral (7-5, 6-4, 6-2) ainsi que le Moldave Radu Albot et Nikoloz Basilashvili (6-1, 6-4, 6-4) pour arriver en quarts de finale sans encombre. Ils profitent de l'abandon de Denis Kudla et Jack Sock (6-3, 6-3, 6-7, 1-1 ab.) pour jouer pour la deuxième et dernière fois les demi-finale du Grand Chelem londonien contre les Croates Nikola Mektić-Mate Pavić. Au terme d'un gros combat en cinq sets, ils sont battus (7-6, 6-7, 6-4, 2-6, 6-7). Ils s'éloignent durant l'été nettement du Top 10 et s'envolent pour la tournée américaine. Ils sortent  leurs bourreaux de Madrid, Wesley Koolhof-Neal Skupski (6-4, 3-6, 10-8) mais perdent les trois matchs suivants, contre Rohan Bopanna et Matwé Middelkoop (6-7, 6-4, 10-12) à Washington, face à Santiago González et Andrés Molteni à l'Open du Canada (5-7, 1-6) et contre Jamie Murray et Bruno Soares à Cincinnati (6-4, 2-6, 7-10), disputant des deux derniers Masters 1000 pour la dernière fois de leur carrière.
Ils alignent fin août leur dernière grande performance en Grand Chelem en atteignant les demi-finale à l'US Open. Leur parcours les voient l'emporter devant les locaux Sebastian Gorzny et Alex Michelsen (7-5, 6-2), livrer un gros combat face à Fabien Reboul et Diego Hidalgo (7-6, 6-7, 7-6) puis sortir les numéros sept et six mondiaux Tim Pütz et Michael Venus (6-7, 6-4, 6-3) pour jouer les quarts de finale. Ils s'imposent contre Lloyd Glasspool et Harri Heliövaara à ce stade (7-6, 6-2) mais sont de nouveau éliminés par la meilleure paire mondiale Ram-Salisbury (5-7, 6-4, 6-7). Ils terminent la saison par deux défaites d'entrée à Antwerp contre les Néerlandais Tallon Griekspoor et Botic van de Zandschulp (2-6, 5-7) et à Vienne face aux Argentins Francisco Cerúndolo et Máximo González (6-7, 3-6).

### 2023: Finale à Rio de Janeiro et retraite
Sortis dès les quarts de finale aux deux tournois d'Adelaïde en début de saison, la paire Colombienne sort en trois manches à l'Open d'Australie Daniel Altmaier et Juan Pablo Varillas (6-4, 6-7, 6-1) et les Kazakhs Andrey Golubev et Aleksandr Nedovyesov (4-6, 6-3, 6-1) pour jouer leur seul huitième de finale en Grand Chelem de la saison. Ils perdent à ce stade contre les Français Benjamin Bonzi et Arthur Rinderknech (6-7, 7-6, 2-6). Ils participent ensuite au tournoi de Rio de Janeiro où ils parviennent en finale, leur dernière en carrière, où ils s'inclinent en deux manches contre les Argentins Máximo González et Andrés Molteni (1-6, 6-7).
Les mois suivants sont difficiles avec une tournée en Amérique qui se conclut par une seule victoire en trois tournois, avec des défaites d'entrée à Acapulco et Indian Wells et un huitième de finale à Miami, battus par Santiago González et Édouard Roger-Vasselin (3-6, 4-6). Ils prennent leur revanche sur ces derniers difficilement au premier tour de Monte-Carlo (7-5, 6-7, 10-5) mais s'inclinent logiquement contre les Top 10 Austin Krajicek et Ivan Dodig, finalistes l'année passée à Roland Garros et victorieux quelques semaines plus tard du tournoi parisien (6-7, 4-6). La préparation au tournoi de la Porte d'Auteuil est très décevante avec des défaites d'entrée à Munich, Madrid, Rome et Lyon. Le duo passe néanmoins un tour au Grand Chelem sur ocre contre les Argentins Guido Andreozzi et Tomás Martín Etcheverry (6-3, 6-4) mais perdent au match suivant face à Jamie Murray et Michael Venus (1-6, 5-7).
Ils ne parviennent pas à redresser la barre sur gazon avec de nouvelles défaites au premier tour à Eastbourne et Wimbledon, battus par Marcel Granollers et Horacio Zeballos (7-6, 6-7, 6-7). Ils retrouvent la victoire mi-juillet à Gstaad et parviennent en quarts de finale tout comme à Hambourg et Washington en renversant lors de ce tournoi les numéros cinq et six mondiaux Rajeev Ram et Joe Salisbury (3-6, 6-1, 10-7). Ils disputent un dernier tournoi ATP à l'US Open et s'inclinent au second tour avec les honneurs contre la meilleure paire mondiale au classement ATP composée de Wesley Koolhof et Neal Skupski, victorieux à Wimbledon (6-7, 6-1, 3-6).
Il annonce sa retraite (ainsi que celle de son binôme) en octobre 2023.

## Palmarès

### En double mixte
| No | Date       | Nom et lieu du tournoi    | Catégorie | Dotation | Surface    | Partenaire     | Finalistes             | Score    |          |
| -- | ---------- | ------------------------- | --------- | -------- | ---------- | -------------- | ---------------------- | -------- | -------- |
| 1  | 16-10-2017 | Australian Open Melbourne | G. Chelem | NC $     | Dur (ext.) | Abigail Spears | Sania Mirza Ivan Dodig | 6-2, 6-4 | Parcours |

## Parcours dans les tournois duGrand Chelem

### En simple
N'a jamais participé à un tableau final.

### En double messieurs
| Année | Open d'Australie                                                                       | Open d'Australie                                                                        | Internationaux de France                                                                | Internationaux de France                                                                 | Wimbledon                                                                           | Wimbledon                                                                            | US Open | US Open |
| 2011  | —                                                                                      | —                                                                                       | Finale E. Schwank                                                                       | Max Mirnyi D. Nestor                                                                     | 1/8 de finale Robert Farah \|\| style="text-align:left;" \| J. Cerretani P. Marx    | 2e tour (1/16) Robert Farah \|\| style="text-align:left;" \| Paul Hanley Dick Norman |         |         |
| 2012  | 2e tour (1/16) Robert Farah \|\| style="text-align:left;" \| Max Mirnyi D. Nestor      | 1/8 de finale Robert Farah \|\| style="text-align:left;" \| M. Llodra N. Zimonjić       | 1er tour (1/32) Robert Farah \|\| style="text-align:left;" \| Be. Becker C.-M. Stebe    | 1er tour (1/32) Robert Farah \|\| style="text-align:left;" \| Ivan Dodig M. Melo         |                                                                                     |                                                                                      |         |         |
| 2013  | 1/4 de finale Robert Farah \|\| style="text-align:left;" \| S. Bolelli F. Fognini      | 1/8 de finale Robert Farah \|\| style="text-align:left;" \| M. Granollers Marc López    | 1/8 de finale Robert Farah \|\| style="text-align:left;" \| J. Blake J. Melzer          | 1er tour (1/32) Robert Farah \|\| style="text-align:left;" \| C. Guccione B. Tomic       |                                                                                     |                                                                                      |         |         |
| 2014  | 1er tour (1/32) Robert Farah \|\| style="text-align:left;" \| T. C. Huey D. Inglot     | 1er tour (1/32) Robert Farah \|\| style="text-align:left;" \| H. Kontinen J. Nieminen   | 1/8 de finale M. Matkowski \|\| style="text-align:left;" \| Bob Bryan Mike Bryan        | 2e tour (1/16) Robert Farah \|\| style="text-align:left;" \| M. Fyrstenberg M. Matkowski |                                                                                     |                                                                                      |         |         |
| 2015  | 2e tour (1/16) Robert Farah \|\| style="text-align:left;" \| P.-H. Herbert N. Mahut    | 1er tour (1/32) Robert Farah \|\| style="text-align:left;" \| J. Chardy Łukasz Kubot    | 2e tour (1/16) Robert Farah \|\| style="text-align:left;" \| J. Marray F. Nielsen       | 2e tour (1/16) Robert Farah \|\| style="text-align:left;" \| M. Russell D. Young         |                                                                                     |                                                                                      |         |         |
| 2016  | 1/8 de finale Robert Farah \|\| style="text-align:left;" \| A. Mannarino Lucas Pouille | 1er tour (1/32) Robert Farah \|\| style="text-align:left;" \| C. Guccione André Sá      | 2e tour (1/16) Robert Farah \|\| style="text-align:left;" \| Sam Groth R. Lindstedt     | 1er tour (1/32) Robert Farah \|\| style="text-align:left;" \| J. Chardy Sam Groth        |                                                                                     |                                                                                      |         |         |
| 2017  | 1/8 de finale Robert Farah \|\| style="text-align:left;" \| H. Kontinen John Peers     | 1/2 finale Robert Farah \|\| style="text-align:left;" \| R. Harrison M. Venus           | 2e tour (1/16) Robert Farah \|\| style="text-align:left;" \| H. Podlipnik A. Vasilevski | 1/8 de finale L. Mayer \|\| style="text-align:left;" \| H. Kontinen John Peers           |                                                                                     |                                                                                      |         |         |
| 2018  | Finale Robert Farah                                                                    | O. Marach Mate Pavić                                                                    | 1/4 de finale Robert Farah \|\| style="text-align:left;" \| O. Marach Mate Pavić        | 1/8 de finale Robert Farah \|\| style="text-align:left;" \| F. Nielsen J. Salisbury      | 1/2 finale Robert Farah \|\| style="text-align:left;" \| Mike Bryan Jack Sock       |                                                                                      |         |         |
| 2019  | 1er tour (1/32) Robert Farah \|\| style="text-align:left;" \| Jack Sock J. Withrow     | 1/2 finale Robert Farah \|\| style="text-align:left;" \| Jérémy Chardy Fabrice Martin   | Victoire Robert Farah                                                                   | Nicolas Mahut É. Roger-Vasselin                                                          | Victoire Robert Farah                                                               | M. Granollers H. Zeballos                                                            |         |         |
| 2020  | 2e tour (1/16) Jaume Munar \|\| style="text-align:left;" \| Bob Bryan Mike Bryan       | 1/2 finale Robert Farah \|\| style="text-align:left;" \| Mate Pavić Bruno Soares        | Annulé                                                                                  | Annulé                                                                                   | 1/8 de finale Robert Farah \|\| style="text-align:left;" \| J.-J. Rojer Horia Tecău |                                                                                      |         |         |
| 2021  | 2e tour (1/16) Robert Farah \|\| style="text-align:left;" \| A. Bublik A. Golubev      | 1/2 finale Robert Farah \|\| style="text-align:left;" \| P.-H. Herbert Nicolas Mahut    | 1/4 de finale Robert Farah \|\| style="text-align:left;" \| Rajeev Ram J. Salisbury     | 1er tour (1/32) Robert Farah \|\| style="text-align:left;" \| H. Hurkacz S. Walków       |                                                                                     |                                                                                      |         |         |
| 2022  | 2e tour (1/16) Robert Farah \|\| style="text-align:left;" \| M. Ebden M. Purcell       | 1er tour (1/32) Robert Farah \|\| style="text-align:left;" \| B. Paire A. Ramos-Viñolas | 1/2 finale Robert Farah \|\| style="text-align:left;" \| Nikola Mektić Mate Pavić       | 1/2 finale Robert Farah \|\| style="text-align:left;" \| Rajeev Ram J. Salisbury         |                                                                                     |                                                                                      |         |         |
| 2023  | 1/8 de finale Robert Farah \|\| style="text-align:left;" \| B. Bonzi A. Rinderknech    | 2e tour (1/16) Robert Farah \|\| style="text-align:left;" \| J. Murray M. Venus         | 1er tour (1/32) Robert Farah \|\| style="text-align:left;" \| M. Granollers H. Zeballos | 2e tour (1/16) Robert Farah \|\| style="text-align:left;" \| W. Koolhof Neal Skupski     |                                                                                     |                                                                                      |         |         |

N.B. : le nom du partenaire se trouve sous le résultat ; les noms des ultimes adversaires se trouvent à droite.

### En double mixte
| Année | Open d'Australie                                                                         | Open d'Australie                                                                      | Internationaux de France                                                         | Internationaux de France                                                              | Wimbledon                      | Wimbledon                   | US Open                       | US Open                     |
| 2011  | —                                                                                        | —                                                                                     | —                                                                                | —                                                                                     | 1er tour (1/32) Polona Hercog  | Hsieh Su-wei Paul Hanley    | —                             | —                           |
| 2012  | 1er tour (1/16) Polona Hercog                                                            | V. Uhlířová Scott Lipsky                                                              | 1er tour (1/16) Vera Dushevina                                                   | Liezel Huber Max Mirnyi                                                               | 1er tour (1/32) Vera Dushevina | V. Zvonareva Marcelo Melo   | —                             | —                           |
| 2013  | 1er tour (1/16) M. J. Martínez                                                           | N. Llagostera David Marrero                                                           | 1/4 de finale Nadia Petrova                                                      | Cara Black A.-U.-H. Qureshi                                                           | 1er tour (1/32) B. Jovanovski  | M. Emmrich Julia Görges     | —                             | —                           |
| 2014  | —                                                                                        | —                                                                                     | 2e tour (1/8) Liezel Huber                                                       | Julia Görges N. Zimonjić                                                              | 2e tour (1/16) R. Kops-Jones   | An. Rodionova M. Elgin      | 1er tour (1/16) R. Kops-Jones | An. Rodionova Robert Farah  |
| 2015  | 1/4 de finale Cara Black                                                                 | K. Mladenovic Daniel Nestor                                                           | 1er tour (1/16) A. Kudryavtseva                                                  | Martina Hingis Leander Paes                                                           | 3e tour (1/8) Cara Black       | K. Mladenovic Daniel Nestor | 1/4 de finale Y. Shvedova     | B. Mattek-Sands Sam Querrey |
| 2016  | 1er tour (1/16) A. Medina                                                                | A.-L. Grönefeld Robert Farah                                                          | 1er tour (1/16) A. Spears                                                        | Elena Vesnina Bruno Soares                                                            | 1/4 de finale Duque Mariño     | J. Ostapenko Oliver Marach  | 1er tour (1/16) An. Rodionova | C. Vandeweghe Rajeev Ram    |
| 2017  | Victoire A. Spears                                                                       | Sania Mirza Ivan Dodig                                                                | 2e tour (1/8) A. Spears                                                          | M. J. Martínez M. Demoliner                                                           | 3e tour (1/8) A. Spears        | L. Kichenok Mate Pavić      | 1/4 de finale A. Spears       | Martina Hingis Jamie Murray |
| 2018  | 1/4 de finale A. Spears \|\| style="text-align:left;" \| Tímea Babos R. Bopanna          | 1/4 de finale A. Spears \|\| style="text-align:left;" \| A.-L. Grönefeld Robert Farah | 1/4 de finale A. Spears \|\| style="text-align:left;" \| Harriet Dart Jay Clarke | 2e tour (1/8) A. Spears \|\| style="text-align:left;" \| B. Mattek-Sands Jamie Murray |                                |                             |                               |                             |
| 2019  | 1/4 de finale A. Spears \|\| style="text-align:left;" \| Nicole Melichar Bruno Soares    | 1er tour (1/16) A. Spears \|\| style="text-align:left;" \| Latisha Chan Ivan Dodig    | —                                                                                | —                                                                                     | —                              | —                           |                               |                             |
| 2020  | 1er tour (1/16) V. Williams \|\| style="text-align:left;" \| Zheng Saisai Joran Vliegen  | Annulé                                                                                | Annulé                                                                           | Annulé                                                                                | Annulé                         | Annulé                      | Annulé                        |                             |
| 2021  | 1er tour (1/16) Chan Hao-ching \|\| style="text-align:left;" \| D. Krawczyk J. Salisbury | 1/2 finale G. Olmos \|\| Forfait                                                      | —                                                                                | —                                                                                     | —                              | —                           |                               |                             |
| 2022  | 1er tour (1/16) C. Osorio \|\| style="text-align:left;" \| A. Rodionova M. Polmans       | —                                                                                     | —                                                                                | —                                                                                     | —                              | —                           | —                             |                             |
| 2023  | 2e tour (1/16) K. Mladenovic \|\| style="text-align:left;" \| Maddison Inglis J. Kubler  | —                                                                                     | —                                                                                | —                                                                                     | —                              | —                           | —                             |                             |

N.B. : le nom de la partenaire se trouve sous le résultat ; les noms des ultimes adversaires se trouvent à droite.

## Participation auMasters

### En double
| Année | Ville                 | Surface    | Partenaire   | Résultats | Résultat final    |
| ----- | --------------------- | ---------- | ------------ | --------- | ----------------- |
| 2018  | Londres (O2 Arena)    | Dur indoor | Robert Farah | 2v, 2d    | Demi-finaliste    |
| 2019  | Londres (O2 Arena)    | Dur indoor | Robert Farah | 1v, 3d    | Demi-finaliste    |
| 2021  | Turin (Pala Alpitour) | Dur indoor | Robert Farah | 1v, 2d    | Éliminé en poules |

## Parcours aux Jeux olympiques

### En double messieurs
| # | Date       | Nom de l'olympiade                   | Surface      | Résultat        | Partenaire       | Ultimes adversaires          | Score          |          |
| - | ---------- | ------------------------------------ | ------------ | --------------- | ---------------- | ---------------------------- | -------------- | -------- |
| 1 | 30/07/2012 | Olympic Tennis Event, Wimbledon      | Gazon (ext.) | 1er tour (1/32) | Santiago Giraldo | Marin Čilić Ivan Dodig       | 3-6, 4-6       | Parcours |
| 1 | 12/08/2016 | Olympic Tennis Event, Rio de Janeiro | Dur (ext.)   | 2e tour (1/8)   | Robert Farah     | Steve Johnson Jack Sock      | 4-6, 5-7       | Parcours |
| 1 | 30/07/2021 | Olympic Tennis Event, Tokyo          | Dur (ext.)   | 3e tour (1/4)   | Robert Farah     | Marcus Daniell Michael Venus | 3-6, 6-3, 7-10 | Parcours |

## Parcours dans lesMasters 1000

### En double
| Année | Indian Wells                                                            | Indian Wells                                                             | Miami                                                                   | Miami                                                                        | Monte-Carlo                                                             | Monte-Carlo                                                              | Madrid                                                                 | Madrid                                                                     | Rome                                                                      | Rome                                                                 | Canada                                                                | Canada                                                                  | Cincinnati                                                        | Cincinnati | Shanghai | Shanghai | Paris | Paris |
| ----- | ----------------------------------------------------------------------- | ------------------------------------------------------------------------ | ----------------------------------------------------------------------- | ---------------------------------------------------------------------------- | ----------------------------------------------------------------------- | ------------------------------------------------------------------------ | ---------------------------------------------------------------------- | -------------------------------------------------------------------------- | ------------------------------------------------------------------------- | -------------------------------------------------------------------- | --------------------------------------------------------------------- | ----------------------------------------------------------------------- | ----------------------------------------------------------------- | ---------- | -------- | -------- | ----- | ----- |
| 2011  | —                                                                       | —                                                                        | —                                                                       | —                                                                            | —                                                                       | —                                                                        | —                                                                      | —                                                                          | —                                                                         | —                                                                    | —                                                                     | —                                                                       | 1/2 finale Mayer \|\| style="text-align:left;" \| Llodra Zimonjić | —          | —        | —        | —     |       |
| 2012  | 1er tour (1/16) Lipsky \|\| style="text-align:left;" \| Ebden Harrison  | 1/4 de finale Bracciali \|\| style="text-align:left;" \| Bryan           | 1/8 de finale Schwank \|\| style="text-align:left;" \| Paes Štěpánek    | 1/8 de finale Schwank \|\| style="text-align:left;" \| Fyrstenberg Matkowski | 1/8 de finale Schwank \|\| style="text-align:left;" \| Lindstedt Tecău  | —                                                                        | —                                                                      | 1/8 de finale Soares \|\| style="text-align:left;" \| Granollers López     | —                                                                         | —                                                                    | —                                                                     | —                                                                       |                                                                   |            |          |          |       |       |
| 2013  | 1/8 de finale Mayer \|\| style="text-align:left;" \| González Lipsky    | 1er tour (1/16) González \|\| style="text-align:left;" \| Almagro Marach | —                                                                       | —                                                                            | —                                                                       | —                                                                        | —                                                                      | —                                                                          | —                                                                         | —                                                                    | —                                                                     | —                                                                       | —                                                                 | —          | —        | —        |       |       |
| 2014  | —                                                                       | —                                                                        | Finale Farah                                                            | Bryan                                                                        | 1/8 de finale Farah \|\| style="text-align:left;" \| Benneteau Roger-V. | 1/2 finale Farah \|\| style="text-align:left;" \| Nestor Zimonjić        | 1er tour (1/16) Farah \|\| style="text-align:left;" \| Dimitrov Rosol  | 1er tour (1/16) Marrero \|\| style="text-align:left;" \| Djokovic Wawrinka | 1/8 de finale Robredo \|\| style="text-align:left;" \| Benneteau Roger-V. | 1/4 de finale Farah \|\| style="text-align:left;" \| Bryan           | 1/8 de finale Farah \|\| style="text-align:left;" \| Granollers López |                                                                         |                                                                   |            |          |          |       |       |
| 2015  | 1/8 de finale Farah \|\| style="text-align:left;" \| Inglot Mergea      | 1/8 de finale Farah \|\| style="text-align:left;" \| Rojer Tecău         | 1er tour (1/16) Farah \|\| style="text-align:left;" \| Bolelli Fognini  | 1/4 de finale Mannarino \|\| style="text-align:left;" \| Bopanna Mergea      | 1/4 de finale Farah \|\| style="text-align:left;" \| Chardy Anderson    | —                                                                        | —                                                                      | 1/8 de finale Farah \|\| style="text-align:left;" \| Bryan                 | 1/4 de finale Farah \|\| style="text-align:left;" \| Nestor Roger-V.      | 1/8 de finale Farah \|\| style="text-align:left;" \| Bopanna Mergea  |                                                                       |                                                                         |                                                                   |            |          |          |       |       |
| 2016  | 1er tour (1/16) Farah \|\| style="text-align:left;" \| Inglot Lindstedt | —                                                                        | —                                                                       | 1/2 finale Farah \|\| style="text-align:left;" \| Herbert Mahut              | 1er tour (1/16) Farah \|\| style="text-align:left;" \| Bellucci Mayer   | 1er tour (1/16) Farah \|\| style="text-align:left;" \| Cuevas Granollers | —                                                                      | —                                                                          | —                                                                         | —                                                                    | 1/8 de finale Farah \|\| style="text-align:left;" \| López            | 1er tour (1/16) Farah \|\| style="text-align:left;" \| Dimitrov Qureshi |                                                                   |            |          |          |       |       |
| 2017  | —                                                                       | —                                                                        | 1er tour (1/16) Farah \|\| style="text-align:left;" \| Kontinen Peers   | —                                                                            | —                                                                       | 1/8 de finale Farah \|\| style="text-align:left;" \| Murray Soares       | —                                                                      | —                                                                          | 1/8 de finale Carreño \|\| style="text-align:left;" \| Marach Pavić       | 1/8 de finale Fognini \|\| style="text-align:left;" \| Bopanna Dodig | 1/8 de finale Farah \|\| style="text-align:left;" \| Rojer Tecău      | 1/8 de finale Farah \|\| style="text-align:left;" \| Herbert Mahut      |                                                                   |            |          |          |       |       |
| 2018  | 1er tour (1/16) Farah \|\| style="text-align:left;" \| Klaasen Venus    | 1/4 de finale Farah \|\| style="text-align:left;" \| Johnson Querrey     | 1/4 de finale Farah \|\| style="text-align:left;" \| Bopanna Roger-V.   | 1/2 finale Farah \|\| style="text-align:left;" \| Mektić Peya                | Victoire Farah                                                          | Carreño Sousa                                                            | 1/8 de finale Farah \|\| style="text-align:left;" \| Querrey Ram       | Finale Farah                                                               | Murray Soares                                                             | 1/2 finale Farah \|\| style="text-align:left;" \| Murray Soares      | 1/8 de finale Farah \|\| style="text-align:left;" \| Rojer Tecău      |                                                                         |                                                                   |            |          |          |       |       |
| 2019  | 1/4 de finale Farah \|\| style="text-align:left;" \| Mektić Zeballos    | 1/8 de finale Farah \|\| style="text-align:left;" \| González Zeballos   | 1/8 de finale Farah \|\| style="text-align:left;" \| Demoliner Medvedev | 1er tour (1/16) Farah \|\| style="text-align:left;" \| Dimitrov Khachanov    | Victoire Farah                                                          | Klaasen Venus                                                            | 1er tour (1/16) Farah \|\| style="text-align:left;" \| Haase Koolhof   | Finale Farah                                                               | Dodig Polášek                                                             | 1/4 de finale Farah \|\| style="text-align:left;" \| Pavić Soares    | 1/8 de finale Farah \|\| style="text-align:left;" \| Ram Salisbury    |                                                                         |                                                                   |            |          |          |       |       |
| 2020  | n.o.                                                                    | n.o.                                                                     | n.o.                                                                    | n.o.                                                                         | n.o.                                                                    | n.o.                                                                     | n.o.                                                                   | n.o.                                                                       | 1/8 de finale Farah \|\| style="text-align:left;" \| Bopanna Shapovalov   | n.o.                                                                 | n.o.                                                                  | 1er tour (1/16) Farah \|\| style="text-align:left;" \| Murray Skupski   | n.o.                                                              | n.o.       | —        | —        |       |       |
| 2021  | 1er tour (1/16) Farah \|\| style="text-align:left;" \| Bolelli González | 1/8 de finale Farah \|\| style="text-align:left;" \| Arévalo Tecău       | 1/2 finale Farah \|\| style="text-align:left;" \| Evans Skupski         | 1/8 de finale Farah \|\| style="text-align:left;" \| Bopanna Shapovalov      | 1er tour (1/16) Farah \|\| style="text-align:left;" \| Fognini Musetti  | 1/4 de finale Farah \|\| style="text-align:left;" \| Gillé Vliegen       | 1/2 finale Farah \|\| style="text-align:left;" \| Johnson Krajicek     | n.o.                                                                       | n.o.                                                                      | 1/4 de finale Farah \|\| style="text-align:left;" \| Murray Soares   |                                                                       |                                                                         |                                                                   |            |          |          |       |       |
| 2022  | 1/8 de finale Farah \|\| style="text-align:left;" \| Fritz Paul         | 1er tour (1/16) Farah \|\| style="text-align:left;" \| Khachanov Rublev  | Finale Farah                                                            | Ram Salisbury                                                                | Finale Farah                                                            | Koolhof Skupski                                                          | 1/8 de finale Farah \|\| style="text-align:left;" \| Isner Schwartzman | 1er tour (1/16) Farah \|\| style="text-align:left;" \| González Molteni    | 1er tour (1/16) Farah \|\| style="text-align:left;" \| Murray Soares      | n.o.                                                                 | n.o.                                                                  | —                                                                       | —                                                                 |            |          |          |       |       |
| 2023  | 1er tour (1/16) Farah \|\| style="text-align:left;" \| Bolelli Fognini  | 1/8 de finale Farah \|\| style="text-align:left;" \| González Roger-V.   | 1/8 de finale Farah \|\| style="text-align:left;" \| Dodig Krajicek     | 1er tour (1/16) Farah \|\| style="text-align:left;" \| Auger Shapovalov      | 1er tour (1/16) Farah \|\| style="text-align:left;" \| Khachanov Rublev | —                                                                        | —                                                                      | —                                                                          | —                                                                         | —                                                                    | —                                                                     | —                                                                       | —                                                                 |            |          |          |       |       |

N.B. : le nom du partenaire se trouve sous le résultat ; les noms des ultimes adversaires se trouvent à droite.

## Classements ATP en fin de saison
| Année          | 2003 | 2004 | 2005 | 2006 | 2007 | 2008 | 2009 | 2010 | 2011 | 2012 | 2013 | 2014 | 2015 | 2016 | 2017 | 2018 | 2019 | 2020 | 2021 | 2022 | 2023 |
| Rang en simple | –    | 1447 | 885  | 1009 | 368  | 296  | 456  | 193  | 249  | 414  | –    | –    | –    | –    | –    | –    | –    | –    | –    | –    | –    |
| Rang en double | 1564 | 1298 | 781  | 797  | 657  | 186  | 221  | 142  | 25   | 46   | 43   | 22   | 25   | 30   | 23   | 5    | 1    | 2    | 10   | 29   | 75   |

Source : (en) Classements de Juan Sebastián Cabal sur le site officiel de la Fédération internationale de tennis